# Downary
Downary ist ein Dorf der Stadt-und-Land-Gemeinde (gmina miejsko-wiejska) Goniądz im Powiat Moniecki in der Woiwodschaft Podlachien, Polen.

## Geographische Lage
Downary liegt etwa sechs Kilometer von Goniądz, neun Kilometer von Mońki und 49 Kilometer von Białystok entfernt.